# Behaarde suikermycena
De behaarde suikermycena (Mycena corynephora) is een schimmel behorend tot de familie Mycenaceae. Hij komt voor tussen mos, korstmossen en op de schors van loofbomen.

## Kenmerken

### Uiterlijke kenmerken
Hoed
De hoed heeft een diameter van 2 tot 6 mm. De vorm is klokvormig  bij jonge vruchtlichamen en later wordt deze convex. Het hoedoppervlak is k droog, fijn witvlokkig op een witte tot grijswitte ondergrond. 
Lamellen
De lamellen zijn wit, breed aangehecht met fijn witvlokkige randen. Er zijn in totaal 8 tot 10 lamellen.
Steel
De steel heeft een lengte van 5 tot 18 mm en een dikte van 0,1 tot 1 mm. De vorm is cilindrisch. De kleur is doorschijnend grijswit, witvlokkig. Er zijn lange haren (caulocystidia) op de steel. De steel heeft geen knol of basale disk.

### Microscopische kenmerken
De basidia meten 17-28 × 9-13 µm. De sporen meten 6-10 × 6-8 µm met een Q-getal van 1,1 tot 1,2. De cheilocystidia meten 15-40 × 7-25 µm. Pleurocystidia zijn afwezig.

## Verspreiding
In Nederland komt de behaarde suikermycena zeer zeldzaam voor.